# Корбин Сити
Корбин Сити (енгл. Corbin City) град је у америчкој савезној држави Њу Џерзи. По попису становништва из 2010. у њему је живело 492 становника.

## Демографија
Према попису становништва из 2010. у граду је живело 492 становника, што је 24 (5,1%) становника више него 2000. године.
| Група             | 2000.       | 2010.       |
| Белци             | 429 (91,7%) | 466 (94,7%) |
| Афроамериканци    | 13 (2,8%)   | 2 (0,4%)    |
| Азијати           | 6 (1,3%)    | 6 (1,2%)    |
| Хиспаноамериканци | 14 (3,0%)   | 17 (3,5%)   |
| Укупно            | 468         | 492         |